# Hässelby familjehotell

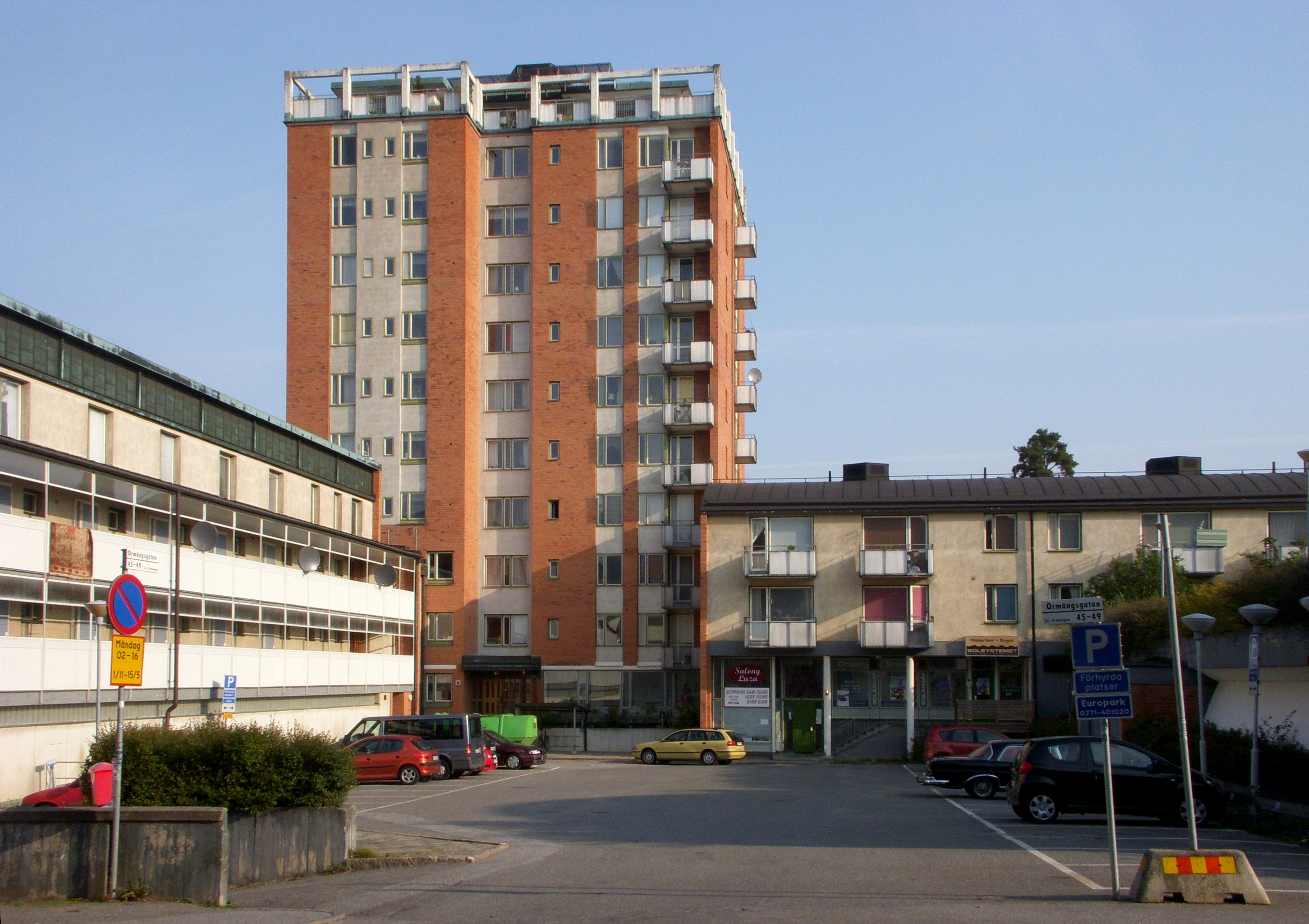
Hög- och låghusbebyggelsen 2010

Hässelby Familjehotell är ett bostadsomplex mellan Ormängsgatan och Olle Engkvists väg i Hässelby gård i Västerort inom Stockholms kommun. Byggnaden var vid invigningen 1955 byggmästaren Olle Engkvists största kollektivhus. Den professionella servicen lades ner 1976, men en viss verksamhet bedrivs fortfarande på ideell basis av de boende. Huset är blåmärkt av Stockholms stadsmuseum och anses ha "synnerligen höga kulturhistoriska värden". 

## Historik

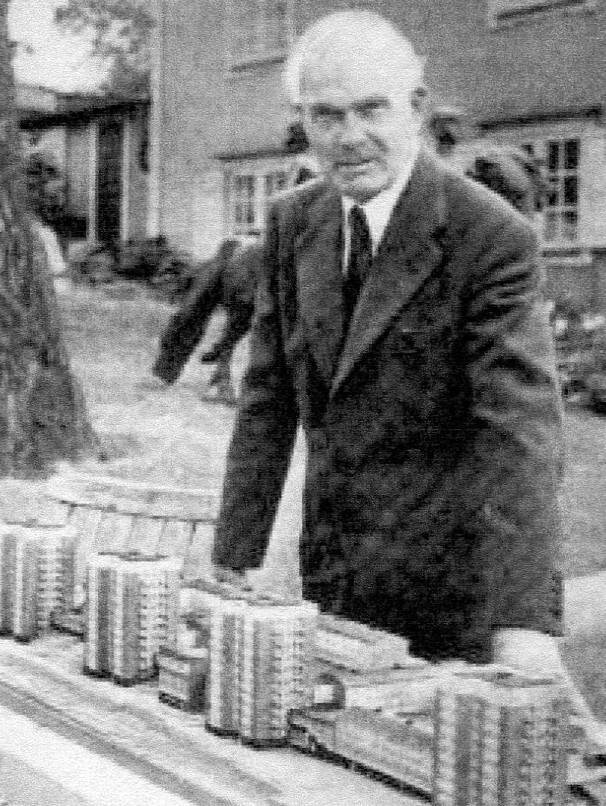
Olle Engkvist med modellen för familjehotellet, 1950-tal

Huset är den största sammanhängande byggnaden i stadsdelen och uppfördes som en typ av kollektivhus av byggmästaren Olle Engkvist i mitten på 1950-talet efter ritningar av arkitekt Carl-Axel Acking. Det är även det största av fem kollektivhus som byggdes av Engkvist i egen regi under 1930-, 1940- och 1950-talen.
Skissarbetena började 1953 och bygget startade nyåret 1953, de första hyresgästerna kunde flytta in i december samma år. 1955 var samtliga lägenheterna uthyrda och 1956 togs restaurangen och daghemmet i bruk.
Själva byggnadskomplexet består av fyra höghus med 8-9 våningar, sammanlänkade med stort antal 3-våningsbyggnader och fyra innergårdar, och innehåller totalt 340 lägenheter. Lägenhetstyperna varierar från enkelrum i markplan om ca 25 m² med liten trädgård till entresolerade fem- och sexrumsvåningar tio trappor upp i höghus med takaltan och utsikt över Mälaren och in över Stockholm. Byggnaderna förbinds av ett 750 meter långt korridorsystem som gör det möjligt att i alla väder torrskodd ta sig till matsalen och andra inrättningar i anläggningen. Fasadarkitekturen domineras av rött tegel och den rundade takavslutningen på låghusbebyggelsen.
Grundidén var att huset skulle ge hög service och avlastning så att båda föräldrarna eller ensamstående föräldrar skulle kunna komma ut i arbetslivet. Huset innehöll restaurang, två matsalar, festvåningar, reception, snabbköpsbutik, kvällsöppen servicebutik, barndaghem, gymnastiksal, ungdomslokal, fotolab, hobbylokal, garage för 80 bilar, bensinstation och ett kapell. Stora matsalen, som ligger centralt vid en av innergårdarna var hjärtat i anläggningen. 
Den visionäre byggmästaren fick en väg uppkallad efter sig. Olle Engkvists Väg löper längs hela familjehotellet och namnet fastställdes 1975.

## Familjehotellet idag
Fram till Olle Engkvists död 1969 förvaltade hans företag Hässelby Familjehotell samt fyra andra av Engkvist uppförda kollektivhus, därefter trappade den nya företagsledningen ner engagemanget. 1976 stängdes restaurangverksamheten och de boende övertog själva matlagningen efter protester och polisingripanden. Den stora matsalen är numera en skola och kapellet är omgjort till daghem. Idag (2017) används en mindre matsal för den ideellt drivna kollektiva matserveringen.
År 2005 sålde Stiftelsen Olle Engkvist Byggmästare fastigheten till Wallenstam Fastighets AB. Från 1 juli 2011 till dec 2015 ägdes fastigheten av Bengt Linden med familj. Nya ägare sedan januari 2016 är Wonna I de Jong Schaefer och sonen Alexander Östling med fru.

## Historiska bilder
Fotografier tagna 1956.

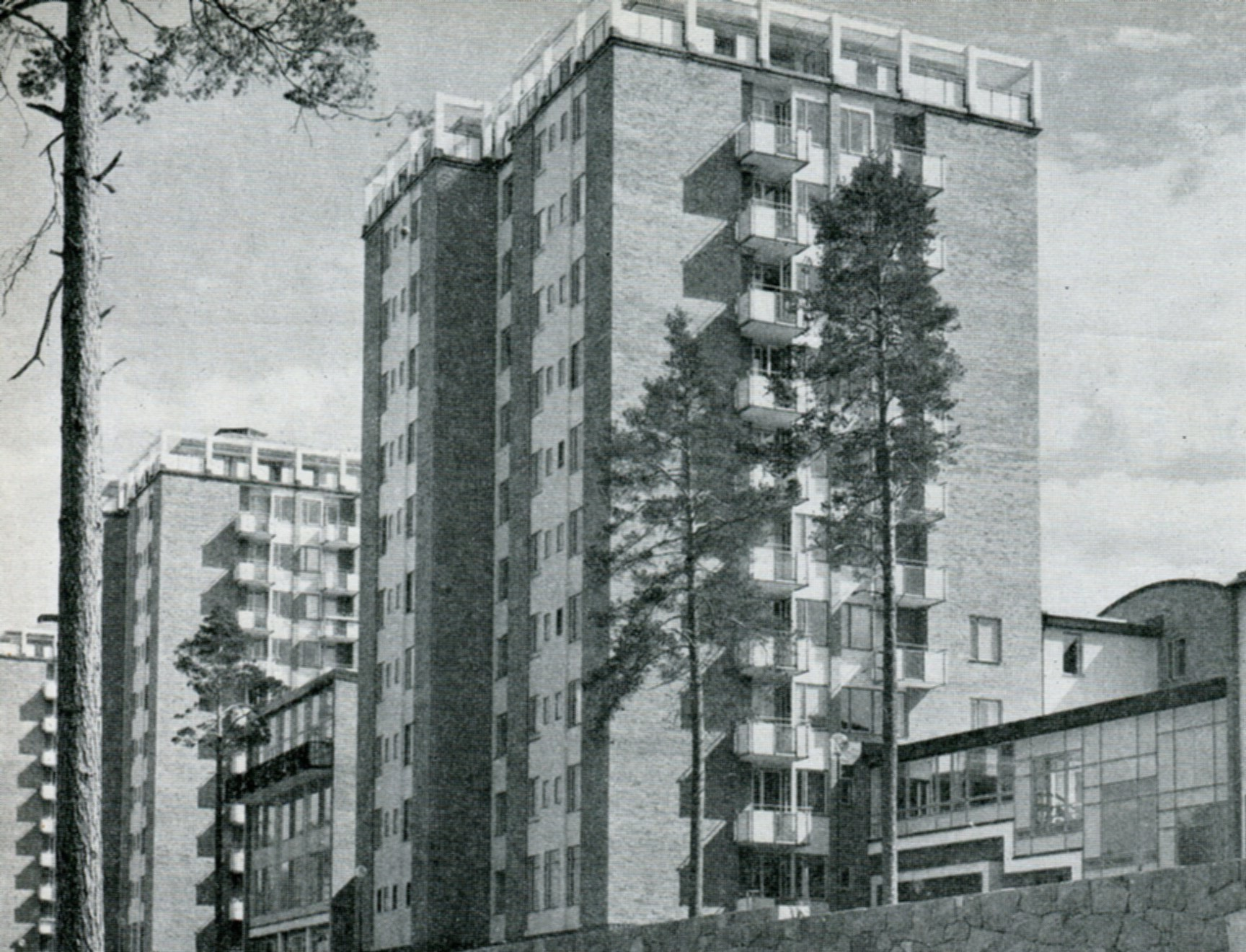
Höghusen
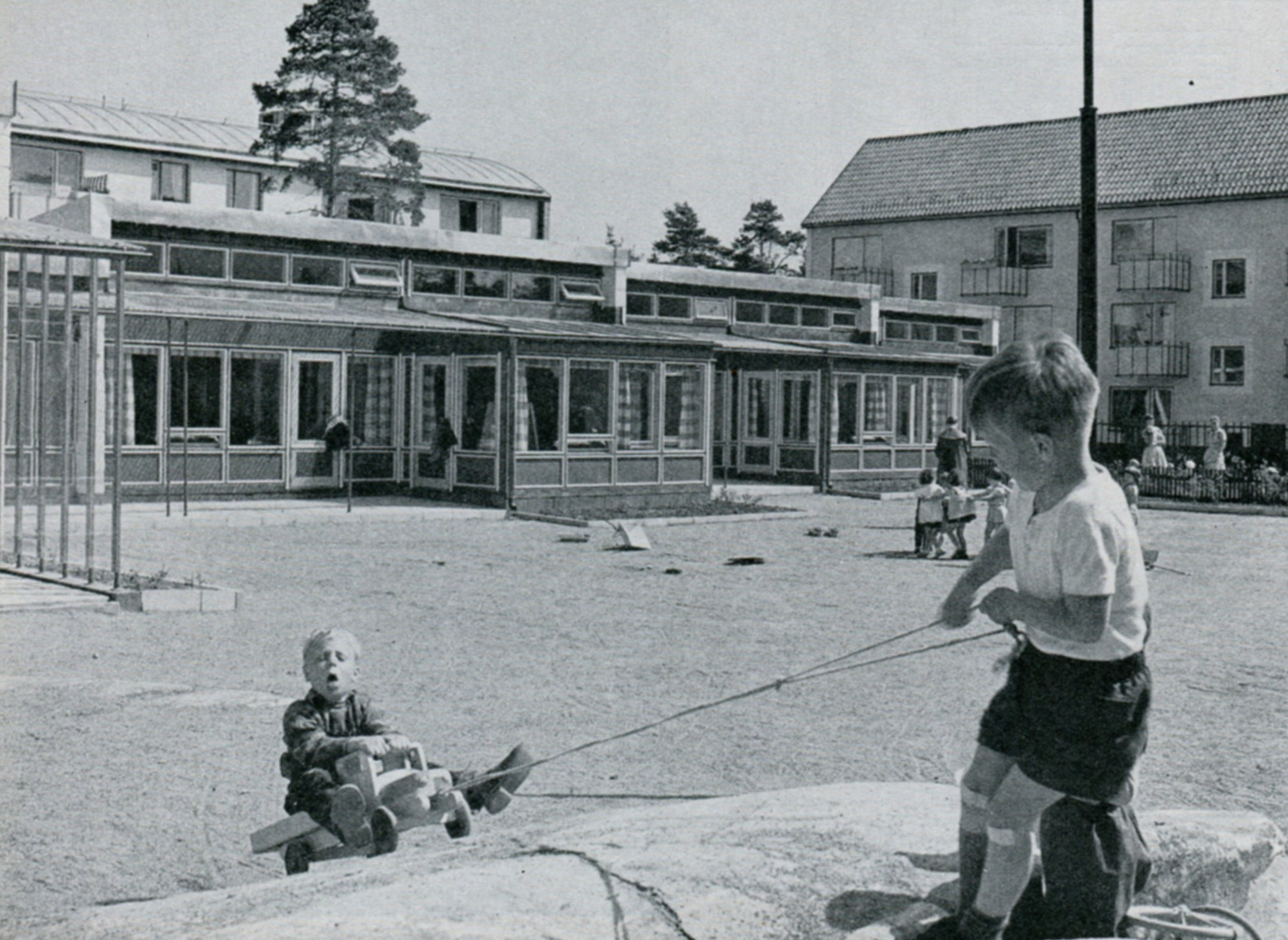
Daghemmet
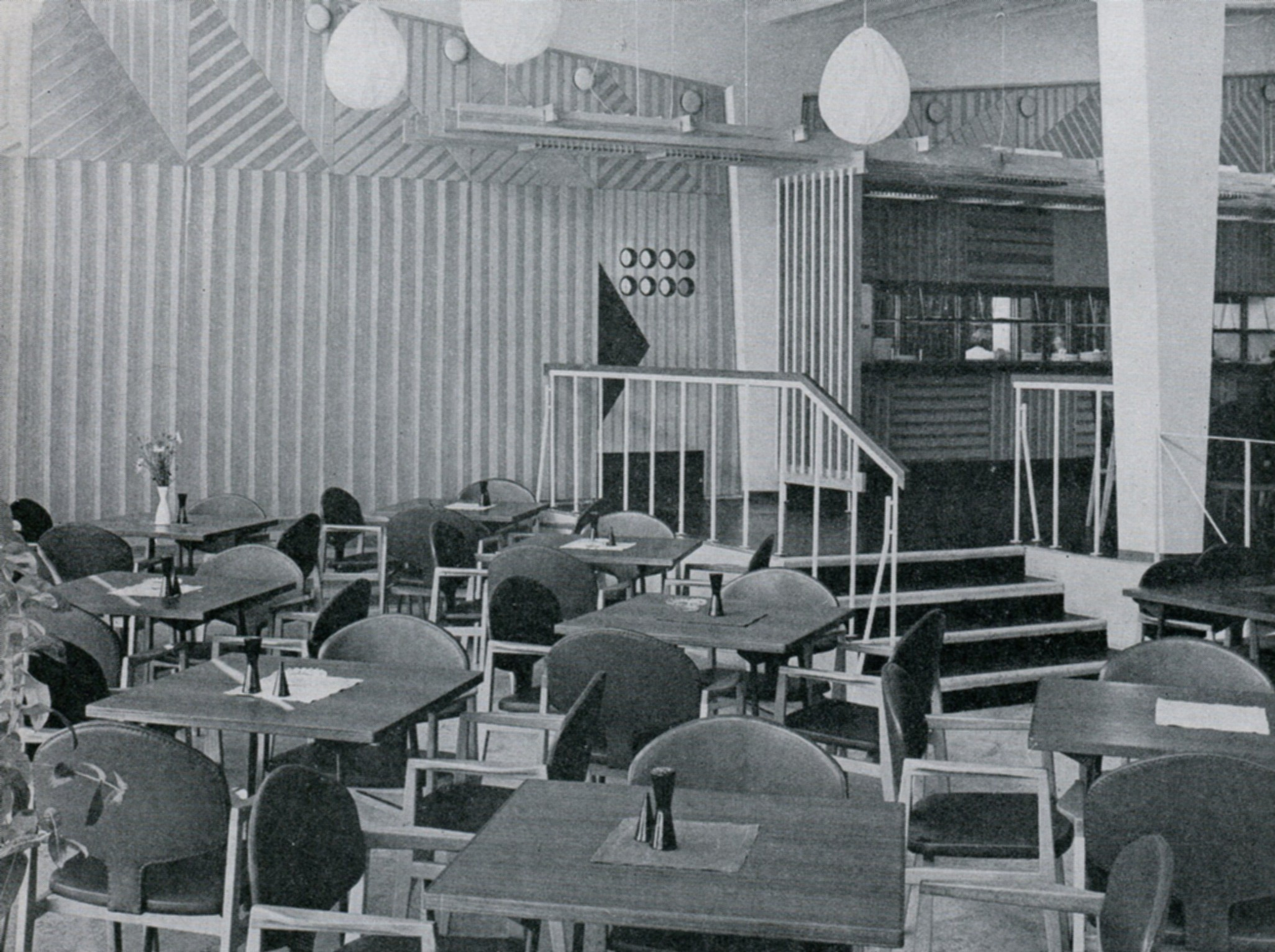
Stora matsalen
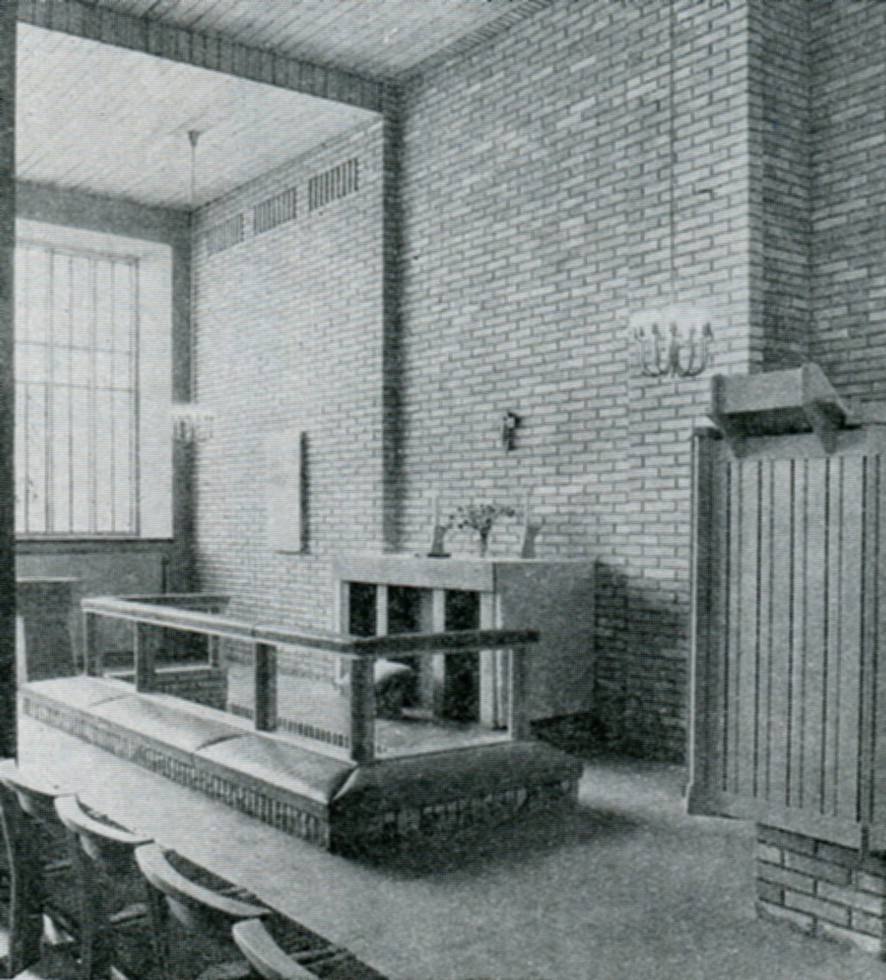
Kapellet

## Nutida bilder
Fotografier tagna i september 2010.

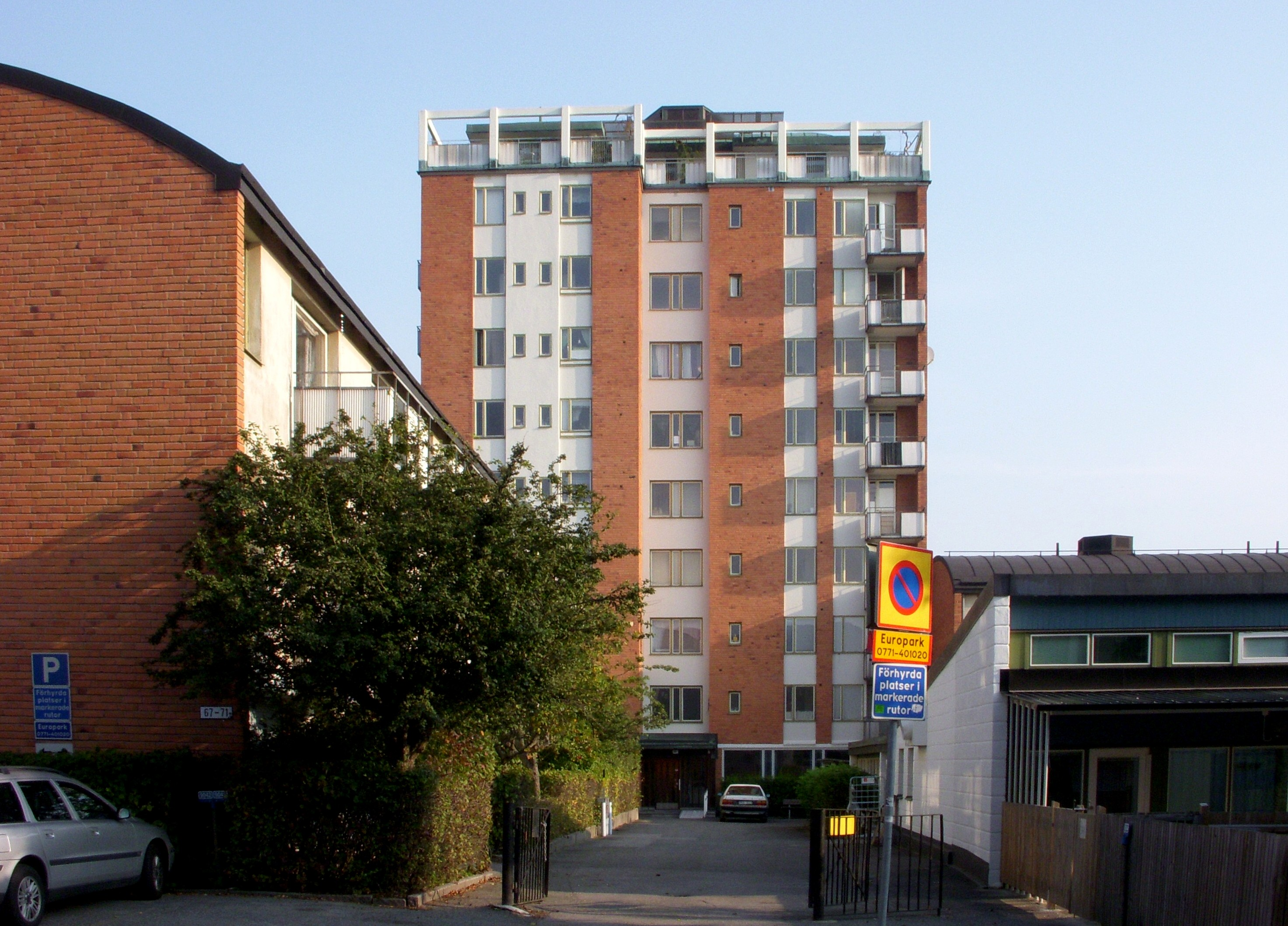
Hög- och låghusen
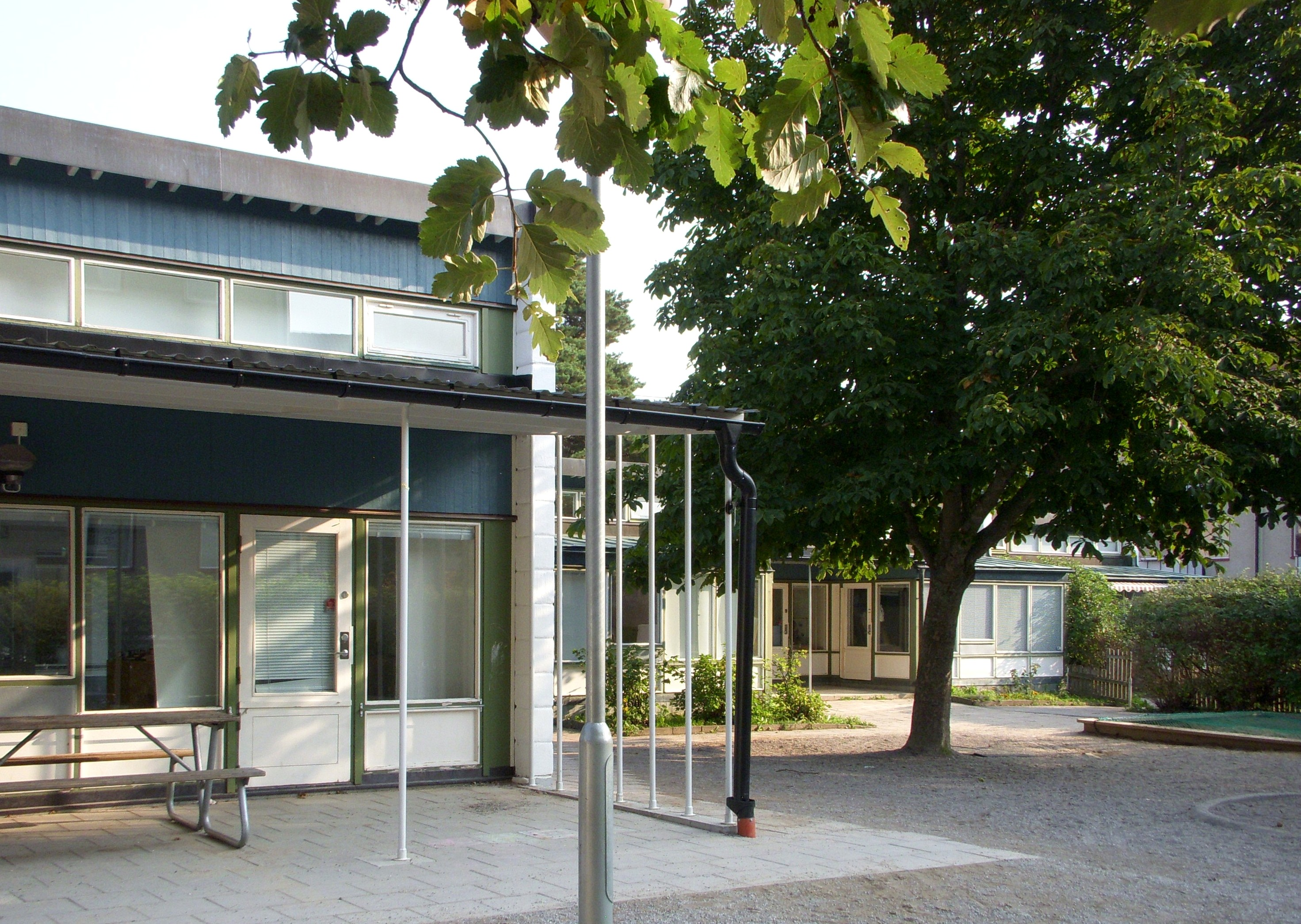
Daghemmet
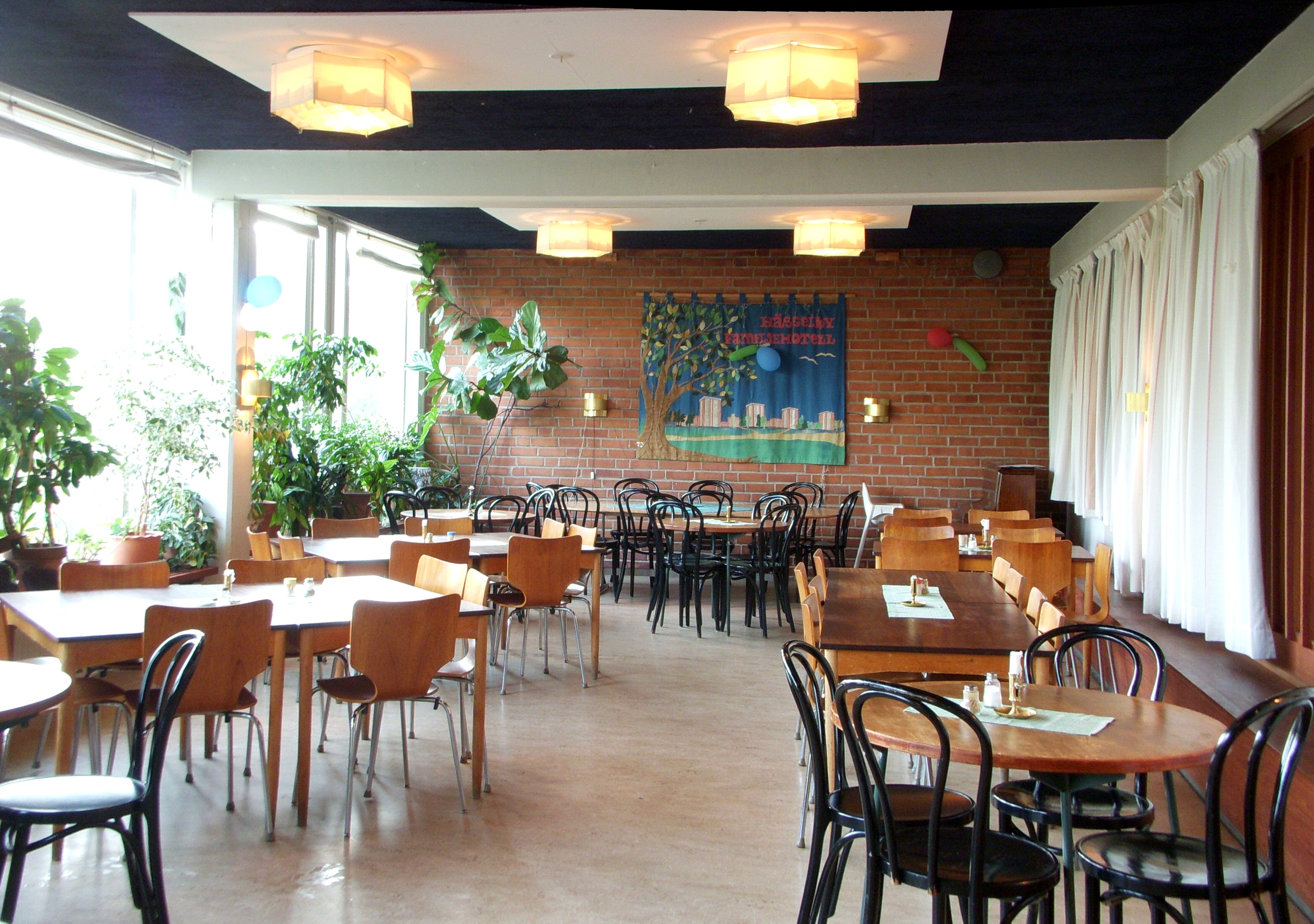
Lilla matsalen
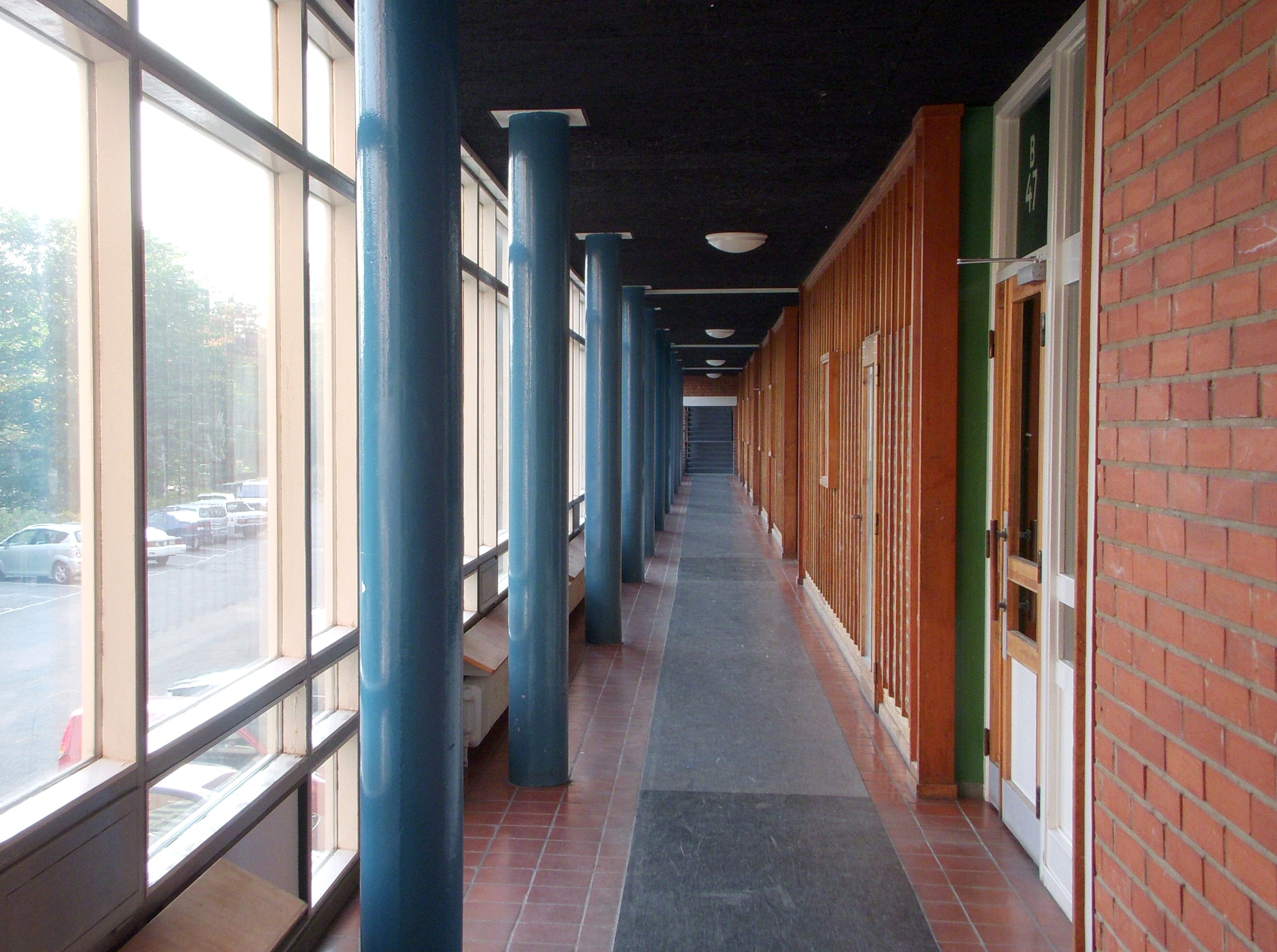
Huvudkorridoren